# Cibeno Pile
Cibeno Pile (o Cibeno) è un quartiere situato nella periferia Nord-est del comune di Carpi in provincia di Modena, a 1,5 chilometri dalla frazione di San Marino.

## Monumenti e luoghi d'interesse
- Chiesa di Sant'Agata Vergine e Martire